# OS/2
OS/2 was een besturingssysteem voor personal computers. Het werd oorspronkelijk gemaakt door Microsoft en IBM, maar later uitsluitend door IBM ontwikkeld. De afkorting staat voor "Operating System/2", omdat het bedoeld was als het voorkeursbesturingssysteem voor IBM's "Personal System/2"-lijn van tweede-generatie personal computers.

## MS-DOS en Unix
OS/2 was bedoeld als een protected mode-opvolger van DOS. Opmerkelijk genoeg waren de basis-systeemaanroepen gemodelleerd naar MS-DOS-aanroepen. Hun namen begonnen zelfs met Dos en het was mogelijk om textmode-toepassingen op een zodanige manier te linken dat zij op beide systemen konden werken (bound-programma's). Vanwege deze achtergrond is OS/2 in veel opzichten niet erg verschillend van Windows in termen van uiterlijk, werking en functionaliteit, maar het heeft ook kenmerken van Unix.

## Geschiedenis

Logo

OS/2 1.0 werd in 1987 uitgebracht als een uitsluitend textmode-besturingssysteem. Het had daarentegen een rijke API voor het besturen van de videoweergave (VIO) en voor het opvragen van toetsenbord- en muisgebeurtenissen, een soort van protected mode-BIOS. Het is niet erg verrassend dat de video- en toetsenbord-API's ook beschikbaar waren voor bound-programma's op MS-DOS. De beloofde GUI werd geïntroduceerd met OS/2 1.1 tegen het eind van 1988.
De samenwerking tussen IBM en Microsoft viel uiteen rond de periode dat versie 1.3 ontwikkeld werd, toen IBM de volledige verantwoordelijkheid nam voor het project. Microsoft en IBM waren aanvankelijk overeengekomen dat IBM OS/2 2.0 zou ontwikkelen, terwijl Microsoft OS/2 3.0 zou ontwikkelen. De overeenkomst viel toen echter geheel uiteen: naar verluidt concentreerde de onenigheid zich rond de vraag of de Intel 80286- dan wel de Intel 80386-processor ondersteund moest worden. Uiteindelijk werd Microsofts OS/2 3.0-project Windows NT 3.1, dat uitgegeven werd in 1993. Windows NT kende een OS/2 1.x-compatibiliteitslaag die het toeliet om textmode-OS/2 1.x-programma's uit te voeren. Deze functie werd voor het laatst opgenomen in Windows 2000.
Microsoft bracht Windows 3.1 uit in antwoord op OS/2 2.0 van IBM. Windows 3.1 was een 16-bits OS, maar OS/2 was al grotendeels 32-bits en ondersteunde ook Windows-programma's in een zogenaamde emulatielaag. Later kwam Microsoft met Windows 95 dat ook 32-bit API's ondersteunde.

OS/2 sloeg over het algemeen niet aan in de consumentenmarkt, en is momenteel weinig in gebruik buiten bepaalde niche-markten waar IBM traditioneel sterk was. Bijvoorbeeld gebruiken veel banken, in het bijzonder bij pinautomaten, OS/2 met een aangepaste gebruikersinterface; de Franse nationale spoorwegen (SNCF) gebruiken OS/2 1.x in talloze kaartverkoopautomaten. Desalniettemin heeft OS/2 nog steeds een toegewijde gemeenschap van gebruikers.

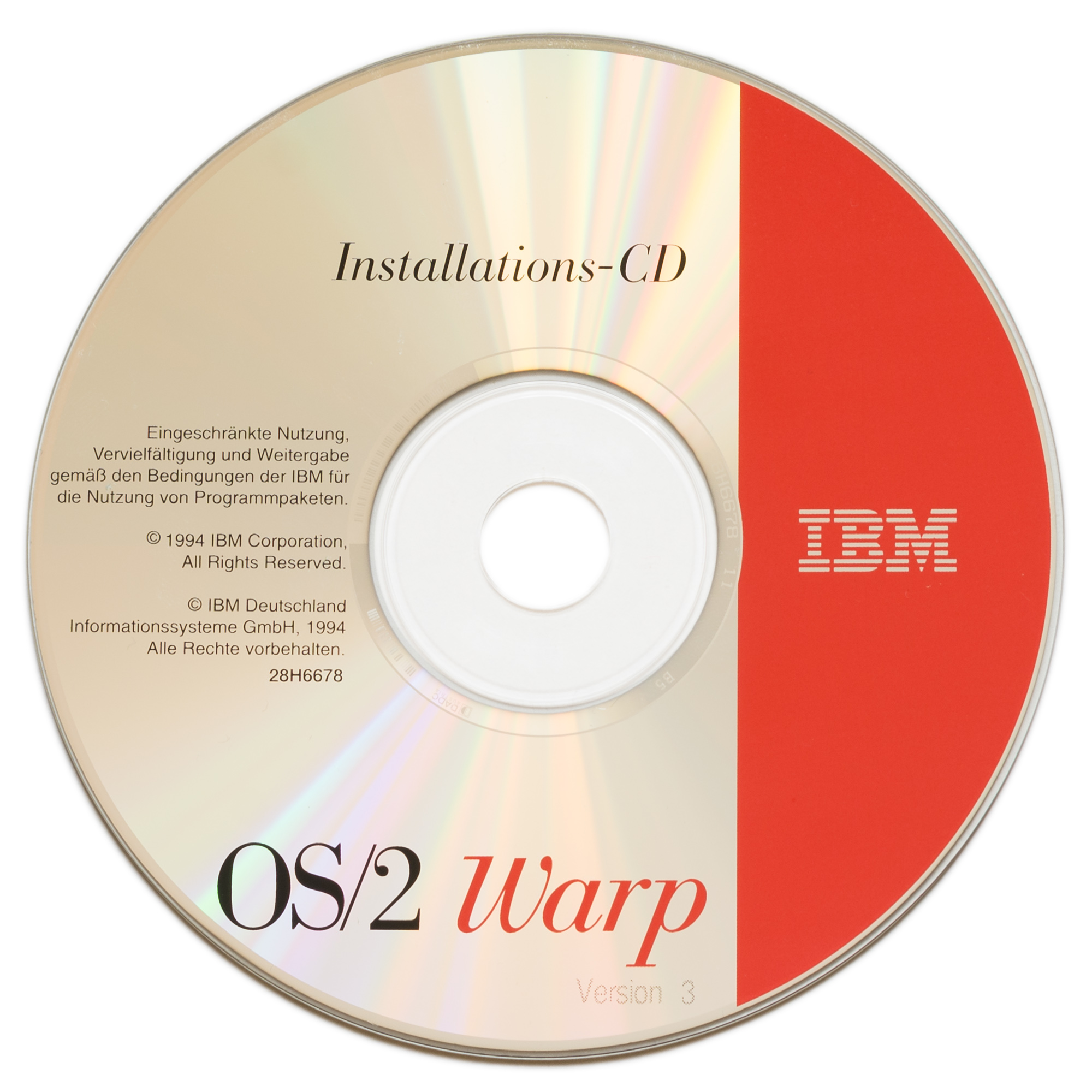
OS/2 Warp installatieschijf

Alhoewel IBM kort na de uitgave van Warp 4 in 1996 begon aan te geven dat OS/2 uiteindelijk teruggetrokken zou worden, heeft het bedrijf nog geen definitieve einde-van-ondersteuningsdatum gepubliceerd tot dusver. De laatste IBM-versie is 4.52 die uitgebracht is voor zowel werkplek- als serversystemen in december 2001. Het Amerikaanse Serenity Systems International verkoopt OS/2 sinds 2001 onder de naam eComStation. Sinds 2006 is versie 1.2 van eComStation o.a. in het Nederlands verkrijgbaar. Inmiddels is versie 2.1 beschikbaar. Tevens is er nu ook een nieuwe opensourcevariant in de maak, genaamd osFree, het doel is OS/2 Warp 4 Merlin compleet opnieuw te ontwikkelen.
In 2015 werd aangekondigd dat er een nieuwe OEM-versie van OS/2 op de markt zou gebracht worden onder de naam ArcaOS.

## Huidige situatie
IBM kondigde in juli 2005 aan dat er geen nieuwe versies en fixes meer zouden worden ontwikkeld, en dat de bestaande updates tot het einde van 2006 beschikbaar zullen zijn. IBM riep klanten op om hun, vaak zeer complexe, toepassingen te migreren naar e-business-technologieën zoals Java, op een platformneutrale wijze. Zodra de migratie van een toepassing is voltooid, raadt IBM aan om naar Linux te migreren.
Alhoewel sommige mensen gehoopt hadden dat IBM OS/2 als opensource zou vrijgeven, is het onwaarschijnlijk dat dit gebeurt omdat OS/2 veel code van derden bevat, waaronder veel van Microsoft. Hoewel OS/2 2.0 vaak omschreven wordt als eigen werk van IBM, had Microsoft al in de tweede helft van 1990 een bètaversie uitgebracht, vergezeld van een SDK, en OS/2 32-bit-uitvoerbare bestanden hebben bijna exact hetzelfde formaat als Windows 3.0-stuurprogramma's (oudere 16-bit-uitvoerbare bestanden hebben het formaat van Windows-uitvoerbare bestanden). IBM schijnt voor het grootste deel verantwoordelijk te zijn voor het GUI-gedeelte van OS/2 (met name de Presentation Manager-API veranderde niet in 2.0), en waarschijnlijk voor het uiteenlopen van syntaxis en semantiek in vergelijking met Windows. Dit was een onderliggende oorzaak voor de breuk tussen IBM en Microsoft toen Windows 3.0 veel succesvoller werd dan OS/2. Hoe dan ook hebben opensourcebesturingssystemen, zoal Linux-gebaseerde systemen, reeds indirect geprofiteerd van OS/2 doordat IBM het JFS-bestandssysteem vrijgaf, dat gebaseerd was op de OS/2-code.

## Technologie
Het grafische systeem heeft een laag genaamd Presentation Manager die vensters, lettertypen en pictogrammen beheert. Dit lijkt op een niet-genetwerkte versie van X11. Hierbovenop ligt de Workplace Shell (WPS), geïntroduceerd in OS/2 2.0, die een object-georiënteerde laag is die de gebruiker in staat stelt om bestanden en printers te benaderen en programma's te starten. WPS volgt IBM's Common User Access-gebruikersinterface-standaarden.
De TCP/IP-stack is gebaseerd op de opensource BSD-stack.